# Torrita di Siena
Torrita di Siena es una localidad italiana de la provincia de Siena, región de Toscana, con 7.433 habitantes.

Ubicación de la ciudad de Torrita di Siena dentro de la provincia de Siena.

## Evolución demográfica
| Gráfica de evolución demográfica de Torrita di Siena entre 1861 y 2001 |
|                                                                        |
| Fuente ISTAT - Elaboración gráfica por parte de Wikipedia              |